# Sheptalski
Sheptalski (del ruso: Шептальский) es un jútor del raión de Krymsk del krai de Krasnodar, en Rusia. Está situado en las vertientes septentrionales del extremo de poniente del Cáucaso Occidental, en una zona de montañas boscosas, a orillas del río Psyzh, afluente del Adagum, de la cuenca del Kubán, 5 km al sureste de Krymsk y 82 km al oeste de Krasnodar. Tenía 325 habitantes en 2010
Pertenece al municipio Prigoródnoye.